# Sphagnum alegrense
Sphagnum alegrense är en bladmossart som beskrevs av Warnstorf 1907. Sphagnum alegrense ingår i släktet vitmossor, och familjen Sphagnaceae. Inga underarter finns listade i Catalogue of Life.